# Lycurgue (orateur)
Pour les articles homonymes, voir Lycurgue.
Lycurgue (en grec ancien Λυκοῦργος / Lukoûrgos), est un orateur et homme politique grec, anti-macédonien (vers 390 Athènes, 324 av. J.-C.). Réputé incorruptible et admirateur de l'idéal de Sparte, il dirige la politique athénienne en assumant la magistrature, nouvelle à l’époque, de la direction des finances et des travaux publics, de 338 à 326 av. J.-C., dans des circonstances troublées, où il se révèle selon Jules Humbert et Henri Berguin un administrateur d'une activité méthodique et d'une probité sévère. Outre son importante action dans ces deux domaines, il est aussi à l'origine d'une réforme imposant une sorte de dépôt légal, sous forme d'une copie officielle conservée aux archives, des pièces des trois grands tragiques grecs : il a permis ainsi d’empêcher les modifications abusives apportées au texte par les acteurs, et à ce titre, il peut être considéré comme le codificateur du canon tragique.

## Famille
Issu d’une vieille famille aristocratique athénienne, les Etéοboutades, mais rallié à la démocratie, son père, Lykophron est un riche citoyen athénien, son grand-père, Lycurgue, est assassiné en -403 puis honoré de funérailles publiques. Son arrière-arrière-arrière-grand-père, Lycurgue (Lykourgos), est stratège en -476/5, le grand-père de ce même Lycurgue, un autre Lykourgos, contribua à l'exil de Pisistrate en -556.
De son épouse, Calisto, fille d'Habron et sœur de Callias, trésorier de l'armée athénienne en -338/7, on lui connait trois fils :
- Habron, né vers -355/0, décédé vers -305, éphèbe vers -335, trésorier de l'armée athénienne en -305, prêtre de Poseidon;
- Lycurgue (Lykourgos), honoré avec ses frères en -324;
- Lykophron, né vers -345, décédé après 306, honoré avec ses frères en -324, prêtre de Poséidon en -307/6[5].

## Biographie
Lycurgue suit dans sa jeunesse les leçons de Platon, puis d’Isocrate. Bouleute, il ne prend pas part à la bataille de Chéronée, et ne joue un rôle dans la politique de la cité athénienne qu'après la défaite de Chéronée en 338 face aux troupes de Philippe II de Macédoine. Il est élu en 338 avant notre ère à un poste nouvellement créé de contrôleur des finances - il occupe cette fonction pendant douze ans. Il meurt vers 324 à Athènes.

### Carrière
Le trait particulier de la « période lycurguéenne » - de la bataille de Chéronée en 338 à sa mort - est la diversité et le fort contingent des actions politiques attestées dans la vie politique de la cité : un grand nombre de réformes, de constructions publiques, de mesures de consolidation des finances et de l’économie athénienne. Si l’on voit dans Lycurgue l’instigateur de tout ce mouvement, d’autres citoyens athéniens ont œuvré dans ce même sens.

### Les finances
En tant que trésorier, Lycurgue était chargé de remettre de l’ordre dans les finances d’Athènes, durement affectées par la guerre contre Philippe II de Macédoine. On estime généralement qu’il réussit à porter le montant annuel des revenus de l’État à 1 200 talents. C’est une somme considérable qui représente plus de deux fois et demi le montant annuel que recevait la cité au Ve siècle par les États membres de l’empire athénien. Il reste qu’on ne sait pas vraiment comment Lycurgue a augmenté à ce point les revenus de la cité. Mais on peut penser que la reprise de l'activité minière et la remise en fonction d’anciennes galeries abandonnées ont apporté beaucoup à l’accroissement des revenus. La hausse des revenus s'explique aussi par les fermages supplémentaires venant du territoire récemment conquis d’Oropos, ainsi que par la confiscation des biens des citoyens condamnés (notamment lors des procès intentés par Lycurgue) ou encore par l’augmentation de certaines taxes commerciales comme celles qui taxaient les biens à l’importation et à l’exportation de 2 % de la valeur de la marchandise. Si les citoyens athéniens ne payaient pas d’impôt direct, les métèques payaient, eux, globalement 10 talents par an finançant ainsi les arsenaux et les chantiers navals. Lycurgue faisait également beaucoup appel aux souscriptions publiques ; l’accroissement des recettes correspond également à une diminution des dépenses publiques avec notamment la suppression des fonds du théôrique (allocations permettant aux plus pauvres d’assister aux fêtes officielles et aux représentations théâtrales).

### Les constructions
Depuis Périclès, Athènes n'avait jamais connu une activité aussi étendue dans le domaine de la construction. C'est également la dernière fois qu'Athènes peut poursuivre des travaux de grande envergure seule. La muraille des fortifications est alors consolidée, le port élargi, un arsenal édifié. En 330 av. J.-C., on inaugure le nouveau stade panathénaïque construit par Lycurgue. Celui-ci pourvoit également le théâtre de Dionysos d'un nouveau dispositif de gradins en pierre. Le lieu de réunion de l'assemblée, sur la Pnyx, voit ses travaux terminés sous Lycurgue en 325 av. J.-C. Un temple en l'honneur d'Apollon Patrôos est érigé sur l'agora. Enfin on peut noter la construction d'un portique de 50 m de long ornant le sanctuaire d'Asclépios ou encore le monument de Lysicrate.

### L'armée
La bonne gestion des finances par Lycurgue permet également à la cité de remettre sur pieds son armée et sa marine. Le nombre de navires de guerre croît alors d'année en année. La loi d'Épikratès concernant l'éphébie et permettant une meilleure préparation de la jeunesse athénienne à l'exercice militaire est également rendue possible par les finances saines de la cité. Enfin on peut noter la proposition en 335 de Lycurgue, de concert avec Aristonicos, d'envoyer une escadre combattre les pirates sous le commandement de Diotimos. Cette opération connut vraisemblablement un véritable succès puisque l'année suivante, Lycurgue proposa d'honorer Diotimos. La remise sur pied des finances athéniennes par Lycurgue après la défaite de Chéronée a permis la construction de nouveaux édifices publics, un embellissement de la cité et un rétablissement des forces terrestres et maritimes.

## Rôle historique
Certains historiens comme Patrice Brun remettent en cause cette vision de la période comme de celle d'une ère de Lycurgue ; si Lycurgue est pour beaucoup responsable du redressement financier d'Athènes après la défaite de Chéronée, il n'a dans ce sens pas agi seul : le fait que la figure de Lycurgue soit à ce point magnifiée peut s'expliquer, selon Patrice Brun, par le fait qu'il fallait mettre en avant une figure anti-macédonienne et patriote à la restauration de la démocratie en 307, après dix ans de domination macédonienne. Lycurgue convenait alors parfaitement et Stratoclès proposa alors un décret en faveur de Lycurgue. Le décret de Stratoclès de 307 av. J.-C. fait presque disparaître une autre figure de la politique athénienne, Démade. Le patriotisme de Lycurgue est alors préféré à la subtilité de la politique de Démade à l'égard d'Antipatros. Les mérites de Démade sont en fait occultés et rangés au crédit de Lycurgue si bien qu'aujourd'hui encore on peut entendre parler d'ère lycurguéenne. Pourtant sans réduire l'action de Lycurgue dans le domaine de la finance, « il est impératif de ne pas faire de Lycurgue une sorte de grand organisateur ayant seul autorité et ayant couvert de sa seule volonté Athènes de constructions prestigieuses » selon Patrice Brun.

### L'orateur
On conserve des fragments de plusieurs plaidoyers de Lycurgue ainsi qu'un de ses plaidoyers dans son intégralité, le Contre Léocrate. Ce sont tous des plaidoyers prononcés dans des procès politiques, des γραφαί /  graphè dont un grand nombre d’ εἰσαγγελία, / eisangélie, procédure de mise en accusation d'un magistrat devant l'assemblée, procédure exceptionnelle pour haute trahison, qui n'est normalement utilisée que lorsque l'on ne peut pas attendre la reddition de compte. On trouve en particulier :
- Contre Lycophon. Il l’accuse d’adultère. Ce plaidoyer est perdu mais on a gardé sa défense, faite par Hypéride.

- Contre Euxenippos : Après Chéronée, Philippe de Macédoine épargne Athènes et s’en prend essentiellement à Thèbes. Il propose de donner à Athènes un canton thébain qu’elle revendiquait. Athènes envoie Exenippos consulter l’oracle du dieu. Mais cet oracle est très ambigu. Lycurgue l’attaque car selon lui il a rapporté une réponse volontairement ambiguë. On n’a pas conservé le plaidoyer de Lycurgue mais on a gardé sa défense par Hypéride.

- Contre Aristogiton : Lycurgue s’est allié à Démosthène contre Aristogiton, sycophante qui attaque les hommes politiques en justice dans l’espoir de faire des bénéfices.

- Contre Céphisodote : Céphisodote propose un décret accordant des honneurs à Démade : une statue honorifique et des repas au Prytanée. Démade, orateur politique pro-macédonien avait négocié une paix avantageuse pour Athènes et empêché les répercussions sur Athènes alors que la ville s’était agitée au moment de l’avènement d’Alexandre. Mais Lycurgue ne réussit pas à faire condamner Céphisodote.

- Contre Lysiclès : Un des stratèges de Chéronée qui sera condamné à mort et exécuté après ce procès en eisangélie.

- Contre Autolycos : membre du conseil de l’Aréopage qui a mis sa famille en sécurité loin d’Athènes au moment de la bataille de Chéronée. Il est condamné et exécuté.

- Contre Léocrate : Ce citoyen athénien aisé, à la nouvelle du désastre de Chéronée, s'enfuit de nuit avec sa maîtresse et toutes ses richesses en s'embarquant sur un navire à destination de Rhodes. Quand il y parvient, il répand le bruit qu'Athènes est tombée aux mains des ennemis macédoniens et que seul, il a pu parvenir à s'échapper. Quelque temps après, il s'installe à Mégare, où il se lance dans le commerce de blé pendant cinq ans et liquide ses biens à Athènes par l'intermédiaire de son beau-frère qui lui fait même parvenir ses dieux domestiques. Un jour, il décide de rentrer à Athènes dans la pensée que sa fuite, qui remonte à sept ou huit ans, sera oubliée. Lycurgue lui intente alors un procès pour haute trahison. L'affaire passe devant les juges durant l'année 331-330. Il échappe à la condamnation à mort à une voix près[11]. Ce plaidoyer est le seul dont on ait conservé l'intégralité.

### Plaidoyers de Lycurgue
- (grc + fr) Lycurgue (notice biographique et introduction), « Plaidoyer contre Léocrate », sur remacle.org, Paris, Choix de Harangues, chez Garnier Frères, 1842

### Études
- Christian Habicht (dir.) (trad. de l'allemand par Denis Knoepfler), Athènes hellénistique : Histoire de la cité d'Alexandre le Grand à Marc Antoine [« Athen, Die Geschichte der Stadt in hellenistischer Zeit »], Les Belles Lettres, coll. « Histoire » (1re éd. 2000), 608 p. (ISBN 978-2-251-38077-3).
- Luciano Canfora (trad. Denis Fourgous), Histoire de la littérature grecque : d'Homère à Aristote, Desjonquères Éditions, coll. « La Mesure des choses », 2014, 706 p. (ISBN 978-2-904227-84-4, présentation en ligne)
- Félix Dürrbach, L'orateur Lycurgue : étude historique et littéraire, Paris, Ernest Thorin éditeur, coll. « Bibliothèque des Écoles françaises d'Athènes et de Rome no 57 », 1890, 192 p. (lire en ligne)
- Vincent Azoulay (dir.) et Paulin Ismard (dir.), Clisthène et Lycurgue d’Athènes : Autour du politique dans la cité classique, Paris, Publications de la Sorbonne, 2012, 406 p. (ISBN 978-2-85944-682-6).
- Patrice Brun, L’orateur Démade : Essai d’histoire et d’historiographie, Bordeaux, Ausonius, 2000.
- Pierre Sineux (dir.), Le Législateur et la loi dans l’Antiquité, Caen, 2005.
- M-H. Hansen, La Démocratie athénienne à l’époque de Démosthène, trad. S. Bardet, Paris, Les Belles Lettres, 1993.